# Nagroda im. Jerzego Ciesielskiego
Nagroda im. Sługi Bożego Jerzego Ciesielskiego – Ojca Rodziny – nagroda przyznawana corocznie od 1997 roku przez Tygodnik Rodzin Katolickich „Źródło” i Fundację „Źródło”. Po zakończeniu działalności Fundacji, w 2021 r. tę inicjatywę przekazano Polskiemu Stowarzyszeniu Obrońców Życia Człowieka, w imieniu którego obecnie działa Kapituła Nagrody. Przyznawana jest ona ludziom szczególnie zasłużonym w działaniach na rzecz rodziny w Polsce, jej formacji i jej rozwoju. Za patrona nagrody fundatorzy przyjęli Sługę Bożego Jerzego Ciesielskiego – ojca rodziny.

## Dotychczasowi laureaci nagrody „Źródła”
- 1997: red. Jan Maria Jackowski
- 1998: dr Paweł Wosicki
- 1999: Józef Dąbrowski, prezes Katolickiego Stowarzyszenia Kolejarzy Polskich
- 2000: mec. Zbigniew Chojnacki
- 2001: Antoni Szymański
- 2002: Czesław Ryszka
- 2003: prof. Włodzimierz Fijałkowski
- 2004: dr med. Rafał Michalik
- 2005: Stanisław Kogut
- 2006: dr inż. Marian Paluch
- 2007: prof. Franciszek Adamski
- 2008: prof. Włodzimierz Bojarski
- 2009: prof. Gabriel Turowski
- 2010: o. dr Tadeusz Rydzyk
- 2011: bp Stanisław Stefanek
- 2012: lek. med. Marek Krobicki
- 2013: mec. Zbigniew Jan Cichoń[2]
- 2014: Marek Jurek
- 2015: dr inż. Jacek Pulikowski
- 2016: ks. Tomasz Kancelarczyk
- 2017: Lech Polakiewicz
- 2018: lek. med. Czesław Sudewicz
- 2019: prof. Bogdan Chazan
- 2020: abp Marek Jędraszewski
- 2021: Janusz Wardak[3]
- 2022: ks. prof. Jan Machniak[4]
- 2023: dr Jarosław Szarek